# Lublin (Wisconsin)
Lublin – wioska w hrabstwie Taylor w stanie Wisconsin, w Stanach Zjednoczonych Ameryki.

## Położenie
Lublin jest położony u źródeł rzeki Eau Claire będącej dopływem rzeki Chippewa, uchodzącej do Missisipi.
Wioska zajmuje powierzchnię 3,9 km² (1,5 mi²).

## Historia
Nazwa wsi pochodzi od Lublina we wschodniej Polsce, nadanej jej przez chicagowskiego agenta nieruchomości Marvina Durskiego, którego rodzina pochodziła z ze wspomnianego polskiego miasta.

## Demografia
Według spisu z 2011 roku wioska liczy 118 osób żyjących w 59  gospodarstwach domowych. Osoby te stanowią 32 rodziny.

## Religia

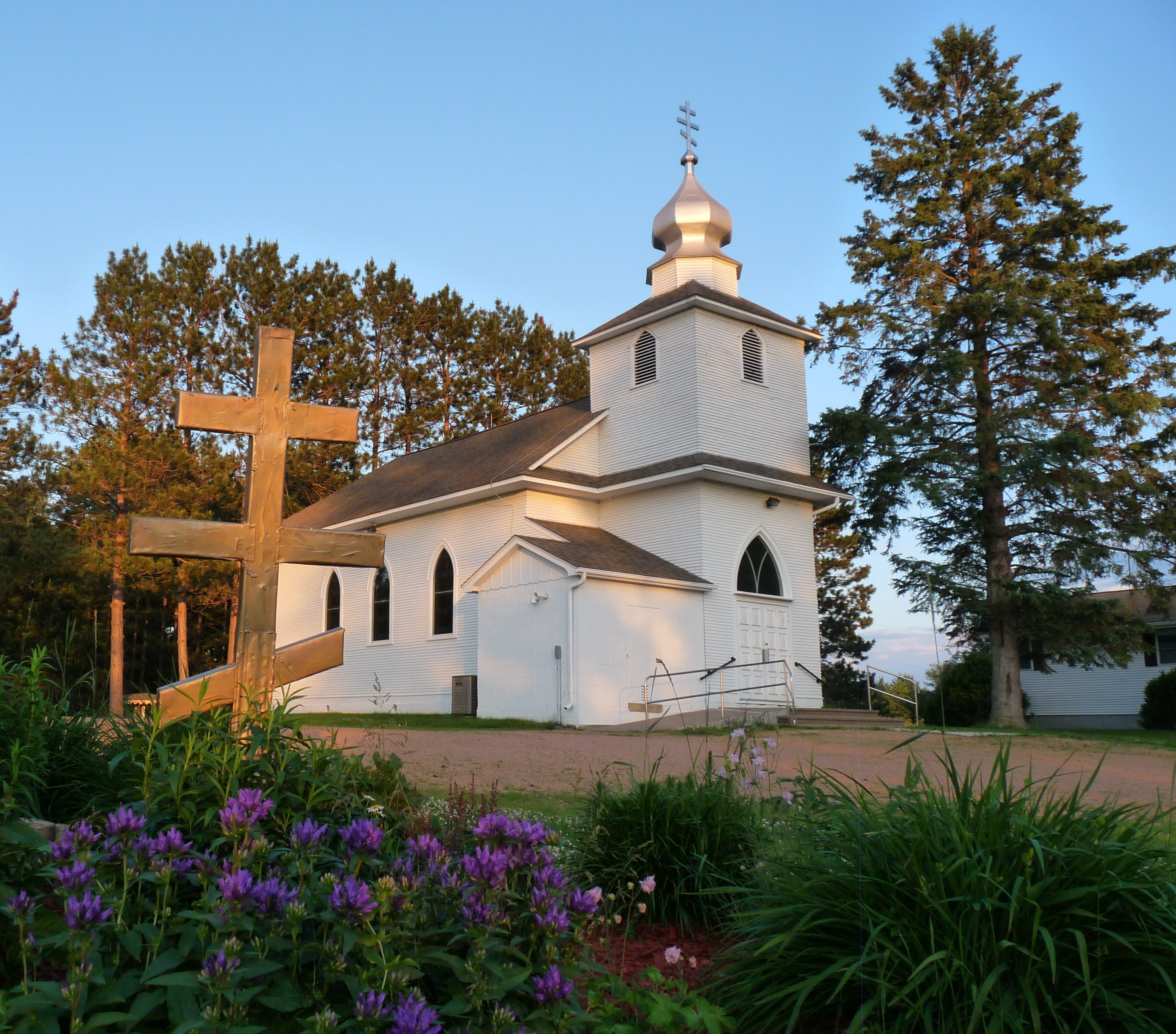
Cerkiew w Lublinie

We wsi działają trzy świątynie parafialne:
- cerkiew Zaśnięcia Matki Bożej w Lublinie (Holy Assumption Orthodox Church in Lublin)[4] – parafia[5] diecezji Środkowego Zachodu OCA (dekanat Minneapolis); założona w 1908 r, przez greckokatolickich austro-węgierskich Rusinów z Karpat i z Galicji, którzy pod wpływem niechętnej postawy hierarchów łacińskich wobec obrzędowości bizantyjskiej przeszli na prawosławie[6];
- kościół Wniebowzięcia Najświętszej Maryi Panny w Lublinie (St Mary's Polish National Catholic Church in Lublin)[3] – parafia diecezji zachodniej PNKK (seniorat północno-zachodni[7]);
- kościół św. Stanisława w Lublinie[8] (St. Stanislaus Church in Lublin) – rzymskokatolicka parafia diecezji Superior.

## Urodzeni w Lublinie
- Joseph Sweda(inne języki) (1926–2015) – amerykański farmer i polityk, członek zgromadzenia stanowego Wisconsin (Wisconsin State Assembly) z ramienia Partii Demokratycznej (1963–1974)